# Scotodrymadusa syriaca
Scotodrymadusa syriaca är en insektsart som först beskrevs av Francois Jules Pictet de la Rive 1888.  Scotodrymadusa syriaca ingår i släktet Scotodrymadusa och familjen vårtbitare. Inga underarter finns listade i Catalogue of Life.